# Armando Perna
Armando Perna (* 25. April 1981 in Palermo) ist ein italienischer ehemaliger Fußballspieler auf der Position des Innenverteidigers.

## Karriere
Armando Perna begann seine Karriere 1998 beim US Palermo, welcher damals noch in der Serie C, der heutigen Lega Pro Prima Divisione spielte. Doch nach nur sechs Einsätzen in der Saison 1998/99 wurde er in der darauffolgenden Saison an den Serie-A-Klub Udinese Calcio verliehen, wo er allerdings kein einziges Spiel absolvierte. Nachdem er in der nächsten Saison nach Palermo zurückgekehrt war und fünf Ligaspiele bestritten hatte, wechselte er im Juli 2001 zum Ligakonkurrenten AS Livorno, mit denen er den Aufstieg in die Serie B schaffte. Doch auch dort kam er über die Rolle des Einwechselspielers nicht hinaus, absolvierte in zwei Spielzeiten 22 Spiele. Trotzdem wurde er für die Saison 2003/04 an Salernitana Calcio verliehen. In Salerno wurde er zu einer festen Stütze der Verteidigung und bestritt 38 Ligaspiele. Dort erzielte er auch am 18. Januar 2004 bei der 1:3-Niederlage gegen Atalanta Bergamo sein allererstes Tor in seiner Karriere. 2004 wurde Perna dann zum FC Modena verkauft und erarbeitete sich dort einen Stammplatz. In der Winterpause der Saison 2006/07 wurde er für ein halbes Jahr an den in der Serie A spielenden FC Parma verliehen, wo er sechs Einsätze absolvierte. Auch einen Einsatz im UEFA-Pokal 2006/07 gegen den portugiesischen Klub Sporting Braga hat er vorzuweisen. Am 18. März 2011 erzielte er im Spiel gegen Sassuolo Calcio nach sieben Jahren in Modena sein erstes Tor überhaupt für den Verein.